# Assignment Foreign Legion
Assignment Foreign Legion è una serie televisiva britannica in 26 episodi trasmessi per la prima volta nel corso di una sola stagione dal 1956 al 1957.
È una serie di tipo antologico in cui ogni episodio rappresenta una storia a sé. Gli episodi sono storie di avventura riguardanti la legione straniera in Nord Africa durante la seconda guerra mondiale e vengono presentati da Merle Oberon (che appare anche in diversi episodi) nel ruolo di una cronista.

## Interpreti
La serie vede la partecipazione di diversi attori, molti dei quali interpretarono diversi ruoli in più di un episodio.
- Martin Benson (3 episodi, 1957)
- Lionel Jeffries (3 episodi, 1956-1957)
- Peter Arne (2 episodi, 1956-1957)
- Eddie Byrne (2 episodi, 1956-1957)
- Anton Diffring (2 episodi, 1956)
- Lee Patterson (2 episodi, 1956-1957)
- Patrick Allen (2 episodi, 1956-1957)
- Christopher Lee (2 episodi, 1956-1957)
- Betty McDowall (2 episodi, 1956-1957)
- Norman Rossington (2 episodi, 1956-1957)
- Robert Arden (2 episodi, 1956-1957)
- Frederick Schiller (2 episodi, 1956-1957)
- Alfred Burke (2 episodi, 1956-1957)
- Arthur Gomez (2 episodi, 1956-1957)
- Michael Mellinger (2 episodi, 1957)
- André Mikhelson (2 episodi, 1956)
- Charles Stapley (2 episodi, 1956-1957)

## Produzione
La serie fu prodotta da Bartley Productions e Intel Films e girata nei Beaconsfield Studios a Beaconsfield in Inghilterra e in Algeria e Marocco. Le musiche furono composte da Herbert Griffiths.

### Registi
Tra i registi sono accreditati:
- Lance Comfort in 9 episodi (1956-1957)
- Don Chaffey in 7 episodi (1956-1957)
- Michael McCarthy in 4 episodi (1956-1957)
- David MacDonald in 3 episodi (1957)
- Terence Fisher in 2 episodi (1956)

### Sceneggiatori
Tra gli sceneggiatori sono accreditati:
- Max Ehrlich in 7 episodi (1956-1957)
- Paul Monash in 4 episodi (1956-1957)
- James Carhardt in 3 episodi (1956-1957)
- Nicholas Winter in 3 episodi (1956-1957)
- A.R. Rawlinson in 3 episodi (1956)
- Hal Weber in 2 episodi (1956-1957)
- Carey Wilber in 2 episodi (1957)

## Distribuzione
La serie fu trasmessa nel Regno Unito su Associated TeleVision dal 15 settembre 1956 al 9 marzo 1957 e negli Stati Uniti dal 21 settembre 1956 al 15 marzo 1957.

## Episodi
| Stagione       | Episodi | Prima TV Regno Unito |
| -------------- | ------- | -------------------- |
| Prima stagione | 26      | 1956-1957            |